# Glocke (Auriolles)

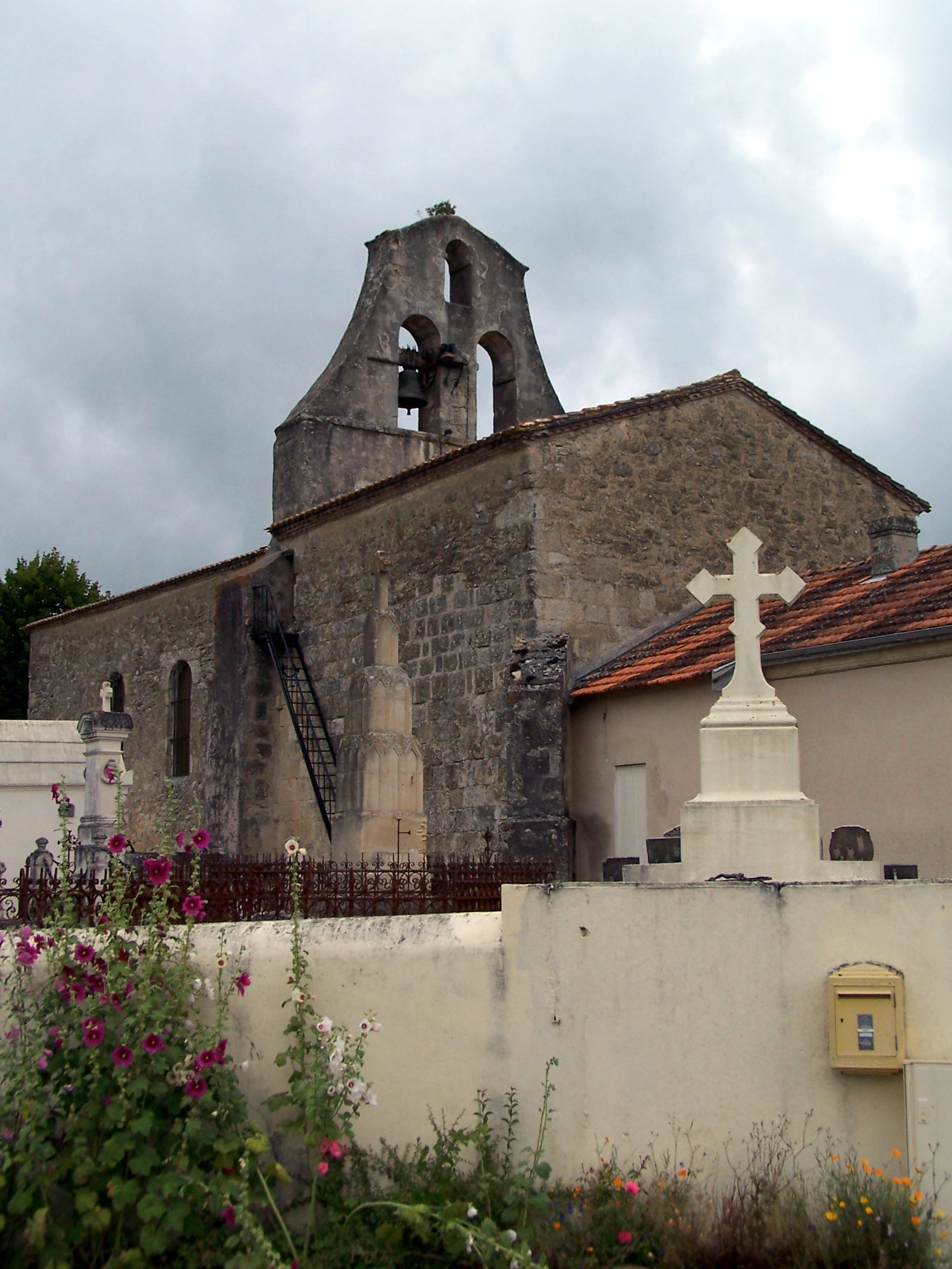
Glocke in Auriolles

Die Glocke in der Kirche St-Pierre in Auriolles, einer französischen Gemeinde im Département Gironde der Region Nouvelle-Aquitaine, wurde im 17. Jahrhundert gegossen. Die Kirchenglocke aus Bronze wurde 1942 als Monument historique in die Liste der denkmalgeschützten Objekte (Base Palissy) in Frankreich aufgenommen.
Die Glocke, die von der Glockengießerei Poulange gegossen wurde, hat alle Kriege überstanden.